# Hellmuth Hertz
Carl Hellmuth Hertz, född 15 oktober 1920 i Berlin, död 29 april 1990 i Lunds allhelgonaförsamling, var en tysk-svensk elektrotekniker. Han var en pionjär inom sonografin och var en av de första som utvecklade bläckstråleskrivaren.

## Biografi
Hellmuth Hertz föddes 15 oktober 1920 i Berlin i Tyskland. Hans pappa var Gustav Hertz, som tillsammans med James Franck kom att belönas med nobelpriset i fysik 1925 efter sina undersökningarr av gasurladdningar, och Gustav Hertz farbror var i sin tur Heinrich Hertz som karaktiserade den elektromagnetiska strålningen och som gav namnet åt SI-enheten Hertz. Hellmuth fick sin skolgång i internatskolan Schule Schloss Salem mellan 1931 och 1939, där han fick högsta betyg i matematik och fysik. Hellmuth började sina universitetsstudier vid Tekniska högskolan i Berlin 1940, men senare samma år uttogs han till militärtjänst under det då pågående Andra världskriget. 1943 blev han tillfångatagen i Nordafrika, och han tvingades leva i krigsfångeläger i USA fram till 1946. Dock kunde han studera matematik och fysik på distans med hjälp av faderns forskarvän James Franck. När han släpptes i augusti 1946 fick han inte stanna i USA eftersom hans far hade flyttat till Sovjetunionen. I stället kom han med hjälp av Franck och Niels Bohr i april 1947 till Torsten Gustafson i Lund, där han studerade vidare. Från 1961 var han lärare vid Lunds universitet, och från 1963 var han professor i elektrisk mätteknik i Lund, där han var med och utvecklade bläckstråleskrivaren och ultraljudstekniken. Han var gift med Birgit Nordbring-Hertz (1923–2020) och far till Thomas och Hans Hertz. Han dog 1990.

## Forskning
1950 började Hertz arbeta på den Fysiska institutionen vid Lunds universitet med en van de Graaf-accelerator under ledning av Sten von Friesen. Under arbetets gång publicerade Hertz en samling uppsatser om koronafenomenet, som har sitt ursprung i att elektriska urladdningar sker mellan en spets och en yta när fältstyrkan blir tillräckligt stor. Hertz kunde visa att dessa överslag minskade den nödvändiga spänningsskillnaden i acceleratorn om ytan hade isolerats med schellack, vilket berodde på att det uppstod elektriska fält i små porer i schellacken – detta kom han att använda för att mäta porositeten i ett material.
Den 29 oktober 1953 lyckades Inge Edler och Hertz utföra världens första medicinska ultraljudsundersökning, en ekokardiografi på Medicinkliniken på Lunds lasarett. Hertz uppsatser kom sedan att användas i hans avhandling när han disputerade vid Lunds universitet 1955.
Innan disputationen hade han forskat på ultraljud, och 1964 var han den första som publicerade en rapport om att ultraljudseko visade hjärtats rörelse. Med hjälp av forskningen med ultraljud skapades ekokardiografin, som gjorde det enklare att upptäcka blodproppar och tumörer i vänster förmak och problem med mitraliskklaffens rörelser. I samband med utvecklingen av ultraljudstekniken utvecklade han sedan en av de första bläckstråleskrivarna för att kunna bevara registreringen av hjärtats eko, innan dess var han tvungen att fotografera oscilloskopsskärmen.

## Utmärkelser
Hellmuth Hertz invaldes 1981 i Kungliga Vetenskapsakademien. 1977 tilldelades han Albert Lasker Award for Clinical Medical Research tillsammans med Inge Edler.

### Fotnoter
1. ↑  Litzén, Ulf (2015). Fysik i Lund under 300 år. Lund: Lunds universitetshistoriska sällskap. sid. 153-155. ISBN 9789175453200
2. ↑  Westling, Håkan; Grahm, Lennart (2012). Med fysiken i blodet: en bok om Hellmuth Hertz (1. uppl.). Lund: Bild & media. sid. 12-13. ISBN 9789198013603
3. ↑  Westling; Grahm (2012). Med fysiken i blodet: en bok om Hellmuth Hertz. sid. 22-23
4. ↑  Litzén (2015). Fysik i Lund under 300 år. sid. 156-157
5. ↑  Litzén (2015). Fysik i Lund under 300 år. sid. 160-163
6. ↑  Westling; Grahm (2012). Med fysiken i blodet: en bok om Hellmuth Hertz. sid. 65-66
7. ↑   Hellmuth Hertz – Ultraljudet och bläckstråleskrivaren, Tekniska Museet (tekniskamuseet.se) (läst 30 juli 2024)
8. ↑  Hertz, Carl Hellmuth (1955) (på tyska). Untersuchung spezieller Formen der Koronaentladung an Spitzen und Drähten.. Lund: [förf.]. Libris 1452987
9. ↑  Litzén, Ulf (2015). Fysik i Lund under 300 år. sid. 160
10. ↑  Westling; Grahm (2012). Med fysiken i blodet: en bok om Hellmuth Hertz. sid. 92-93
11. ↑  Litzén (2015). Fysik i Lund under 300 år. sid. 161-163